# William Gutiérrez
William Gonzalo Gutiérrez Cabrera (Palmitas, 29 marzo 1963) è un ex calciatore uruguaiano, di ruolo attaccante.